# Алесандро Скарлати
Алесандро Скарлати (на италиански: Pietro Alessandro Gaspare Scarlatti) е италиански композитор от епохата на барока.
Автор е на повече от 60 опери и над 500 камерни кантати. Считан е за основател на Неаполитанската оперна школа. Най-добрите си опери съчинява в Рим.
Неговият брат Франческо Скарлати и двата му сина – Доменико и Пиетро Филипо Скарлати, са също композитори.